# Via Transilvanica
A Via Transilvanica hosszútávú turistaút Románia területén, melyet 2018-ban kezdtek kidolgozni, és 2022-ben nyitottak meg. Nevével ellentétben nem csak erdélyi szakaszai vannak, hanem az ország több régióján (Bukovinán, Erdélyen, a Bánságon és a Havasalföldön) keresztül húzódik a Dunáig. Végigjárható gyalogosan, kerékpárral vagy lóháton. Az út tíz megyén halad át, és a „lassú turizmus” (slow tourism) szellemében Románia kulturális, etnikai, történelmi, és természeti értékeit, sokszínűségét népszerűsíti. Mottója: „Az út, amely egyesít” (románul: „Drumul care unește”).
A legtöbb európai túraútvonaltól a nagy biodiverzitás, a természeti tájak változatossága, valamint a Romániában még megőrzött vidéki örökség és hagyományos életforma különbözteti meg. A vidék építészetét, kultúráját románok, székelyek, szászok és más nemzetiségek formálták, ami ugyancsak sokszínűvé teszi mind a romániai, mind a más országokból érkező túrázók számára.

## Története

### Az útvonal létrehozása
A Via Transilvanica az első bejegyzett hosszútávú vándorút Romániában. A terv kezdeményezője a Tășuleasa Social civil szervezet volt, amely korábban a Via Maria Theresia útvonalat is megalkotta.
Az útvonal kidolgozása nem csak térképészeti és terepmunkát igényelt, de megyénként egyeztettek minden érintett önkormányzattal is annak érdekében, hogy a legjobb, köztulajdonban lévő utakból álló és a helyi nevezetességeket érintő útvonal alakuljon ki.
2020 augusztusáig 685 kilométernyi utat jelöltek ki, 2021 júliusáig pedig 1077 kilométert. A Via Transilvanicát végül 2022. október 8-án nyitották meg.
Egy kilométernyi út kijelölése 1000 euró körüli összegbe került, melyet adományokból finanszíroztak. 2021 nyaráig 1,5 millió eurót költöttek az út elkészítésére, a munka befejezéséhez szükséges összeget pedig további 600 ezer euróra becsülték. Nem csak a kilométerkövek elkészítése és felállítása került pénzbe (melyek közül egyeseket helikopterrel helyeztek el), hanem az ösvények felújítása, hidak kijavítása, fakivágás és hasonlók is. Továbbá a tervezők a bürokrácia útvesztőiben is el kellett igazodjanak (száznál is több önkormányzati határozatra volt szükség, hogy kijelölhessék az utat).
Az útvonal elkészítésében, a projekt népszerűsítésében részt vett többek között Tiberiu Ușeriu ultramaratonista, Marcel Iureș színművész és Nicholas Medforth-Mills, I. Mihály román király unokája. Christine Thürmer hosszútávú túrázó 2021-ben tette meg az útvonalat, és könyvében egy fejezetet szentelt neki.

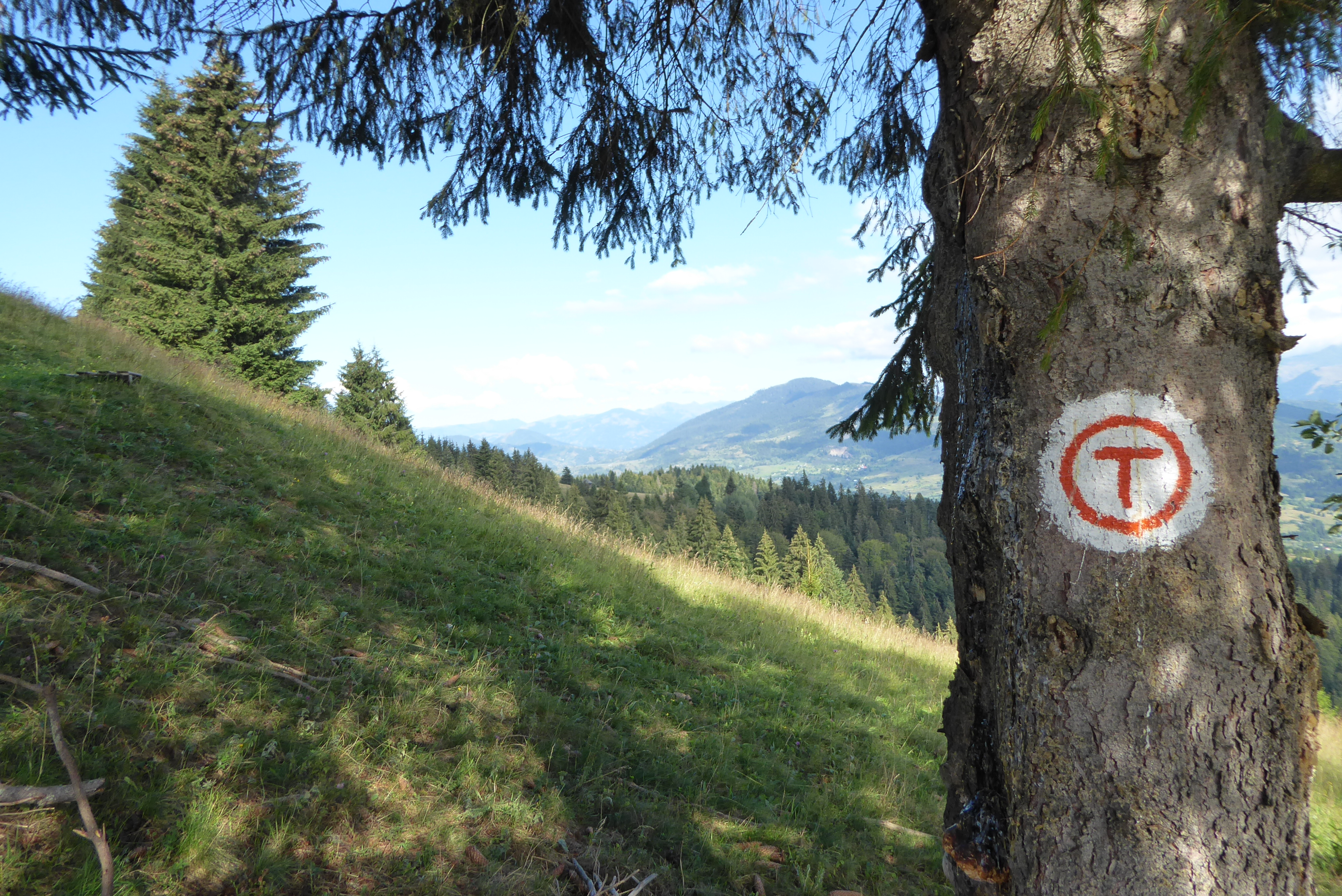
Via Transilvanica turistajelzés

### Hatásai és fenntartása
A helyben élők, főleg az eldugottabb területeken, eleinte gyakran szekptikusak voltak a projekt sikerével kapcsolatban, de ahogy megtapasztalták, hogy valóban megjelentek a túrázók, természetes vendégszeretetükkel megtalálták a szerepüket, megosztják közösségük szokásait és hagyományait, helyi ételekkel és szállással várják a túrázókat. Ez a fajta turizmus lehetővé teszi, hogy este és reggel szállást, ellátást adjanak, majd nap közben éljék az életüket. Az útvonal mentén a kisvállalkozások lehetőségeit, a fiatalok vidéken való boldogulását is segíti.
Bár a Via Transilvanica 2022-ben elkészült és megnyílt, folyamatosan alakul majd, a tapasztalatok alapján szükség szerint optimalizálva, módosítva az útvonalat. A Tășuleasa Social nemzetközi turisztikai kiállításokon is népszerűsíti.
2023-ban Europa Nostra-díjat kapott a „A polgárok bevonása és tudatosítás” kategóriában az Europa Nostra egyesülettől és az Európai Bizottságtól.

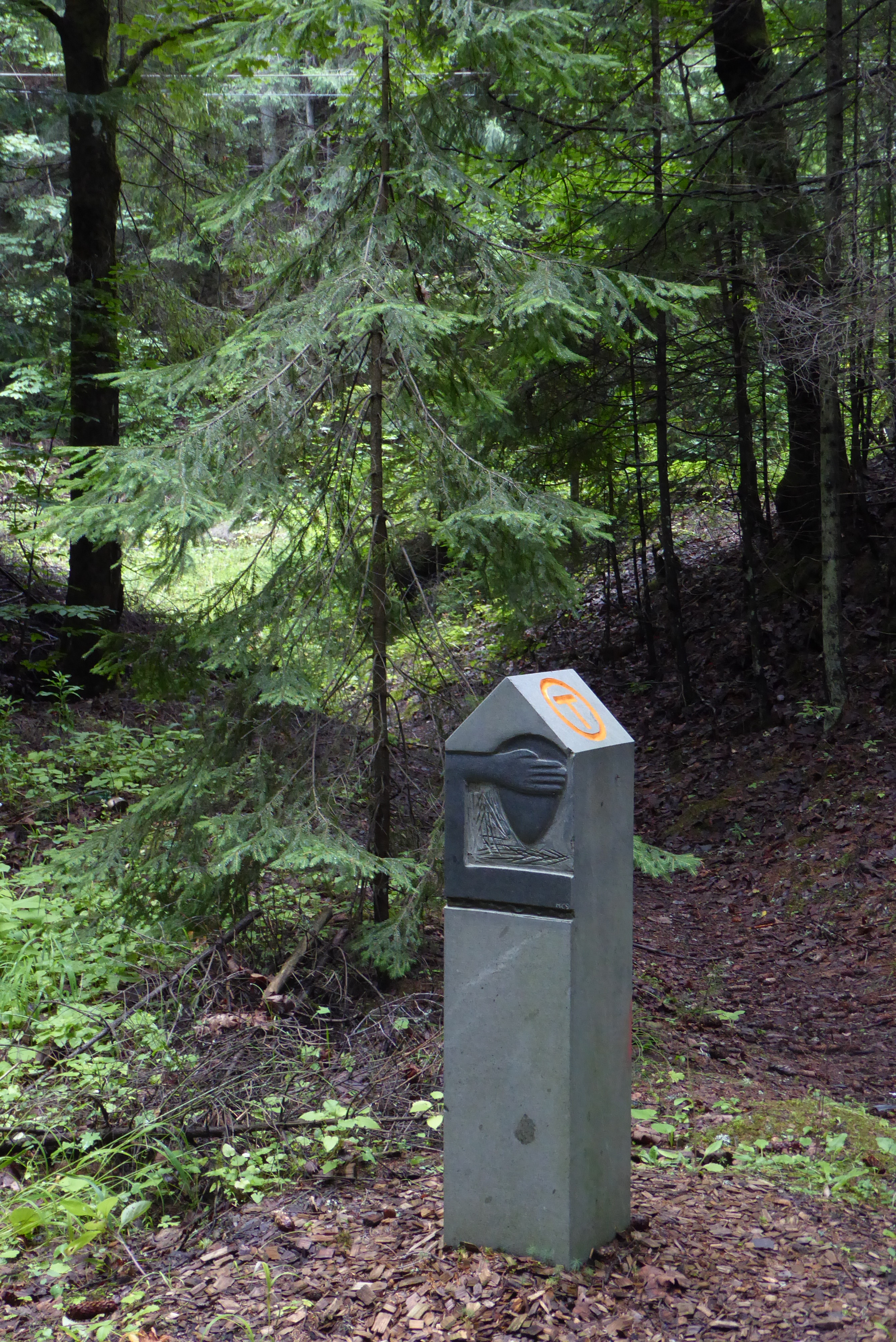
Via Transilvanica kilométerkő

## Útvonal
Az utat táblák, fára vagy kőre festett jelzések, és – minden kilométernél – nagyméretű, 300 kilogrammos andezit kilométerkövek jelzik, melyek mindegyikére különböző, a vidék sajátosságait idéző domborműveket faragtak.
A túra útvonala és a szakaszok hossza, a hivatalos oldal szerint:
| # | Szakasz neve                  | Főbb látványosságok                      | Hossz       |
| - | ----------------------------- | ---------------------------------------- | ----------- |
| 1 | Bucovina (Bukovina)           | Észak-moldvai kolostorok, Dornavátra     | 138 km      |
| 2 | Ținutul de Sus (Felföld)      | Borgói-hágó, Marosvécs                   | 203 km      |
| 3 | Terra Siculorum (Székelyföld) | Sóvidék, Székelyudvarhely                | 157 km      |
| 4 | Terra Saxonum (Szászföld)     | Szászkézd, Segesvár, Medgyes             | 203 km      |
| 5 | Terra Dacica (Dákok földje)   | Gyulafehérvár, Sarmisegethuza            | 278 km      |
| 6 | Terra Banatica (Bánság)       | Karánsebes, Szemenik-hegység             | 224 km      |
| 7 | Terra Romana (Római föld)     | Domogled-Cserna Nemzeti Park, Szörényvár | 115 km      |
|   | Összesen                      |                                          | kb. 1400 km |